# Deuxième protocole facultatif se rapportant au Pacte international relatif aux droits civils et politiques, visant à abolir la peine de mort

Signataires du Deuxième Protocole facultatif au PIDCP : parties en vert foncé, signataires en vert clair, non-membres en gris.

Le Deuxième protocole facultatif se rapportant au Pacte international relatif aux droits civils et politiques, visant à abolir la peine de mort est un accord subsidiaire au Pacte international relatif aux droits civils et politiques. Il est créé le 15 décembre 1989 et entre en vigueur le 11 juillet 1991. En décembre 2024, le Protocole facultatif compte 92 États parties. Le dernier pays à y avoir adhéré est la Zambie, le 19 décembre 2024. 
Le Protocole facultatif engage ses membres à abolir la peine de mort à l'intérieur de leurs frontières, bien que l'article 2.1 permette aux parties d'émettre une réserve autorisant l'exécution « en temps de guerre en vertu d'une condamnation pour un crime très grave de nature militaire commis en temps de guerre » (Brésil (en), Chili (en), Salvador (en)). Chypre (en), Malte (en) et l'Espagne ont initialement émis de telles réserves, puis les ont retirées. L'Azerbaïdjan (en) et la Grèce maintiennent toujours cette réserve sur leur mise en œuvre du protocole, bien qu'ils aient tous deux interdit la peine de mort en toutes circonstances. La Grèce a également ratifié le Protocole n°13 de la Convention européenne des droits de l'homme, qui abolit la peine capitale pour tous les crimes.